# Rio Capivara (Sergipe)
O Capivara é um rio brasileiro que banha o estado de Sergipe no Alto Sertão Sergipano com 133km de extensão.
Ele nasce nas proximidades da Fazenda Monte Santo na divisa dos municípios de Monte Alegre de Sergipe e Nossa Senhora da Glória em uma altitude de cerca de 300m. Esta afirmação da nascente deste curso fluvial como institucionalmente é aceita gera uma contradição no ramo da geomorfologia fluvial que concebe a nascente de um rio o ponto mais distante da circulação na superfície terrestre de águas que o alimenta, o que não é considerado no caso do denominado riacho Capivara ao negar um ponto de nascente mais distante, o qual é tido como a nascente do Riacho do Cachorro que nasce na Serra Negra na divisa com o estado da Bahia até então aceito como um afluente do Capivara como pode ser visto nas cartas topográficas intituladas "Carira" e "Piranhas" da Sudene, 1989.

## Rio Capivara
O Riacho Capivara, curso fluvial que nasce próximo a Fazenda Monte Santo, é o maior afluente sergipano do Rio São Francisco, com 133km de extensão. Percorre grande trecho dividindo Nossa Senhora da Glória e Monte Alegre de Sergipe, é atravessado pela rodovia SE 230 próximo ao Povoado São Clemente (Vila dos Padres), logo afrente recebe águas do então Riacho do Cachorro e logo adiante, ao delinear a extremidade leste de Monte Alegre de Sergipe. Depois passa a dividir os municípios de Porto da Folha e Gararu por um longo trecho, e então adentra o território porto-folhense percorrendo a área urbana do município entre o Bairro Lagoa Salgada e a Rua de Cima, cortado pela rodovia estadual SE 200 . 

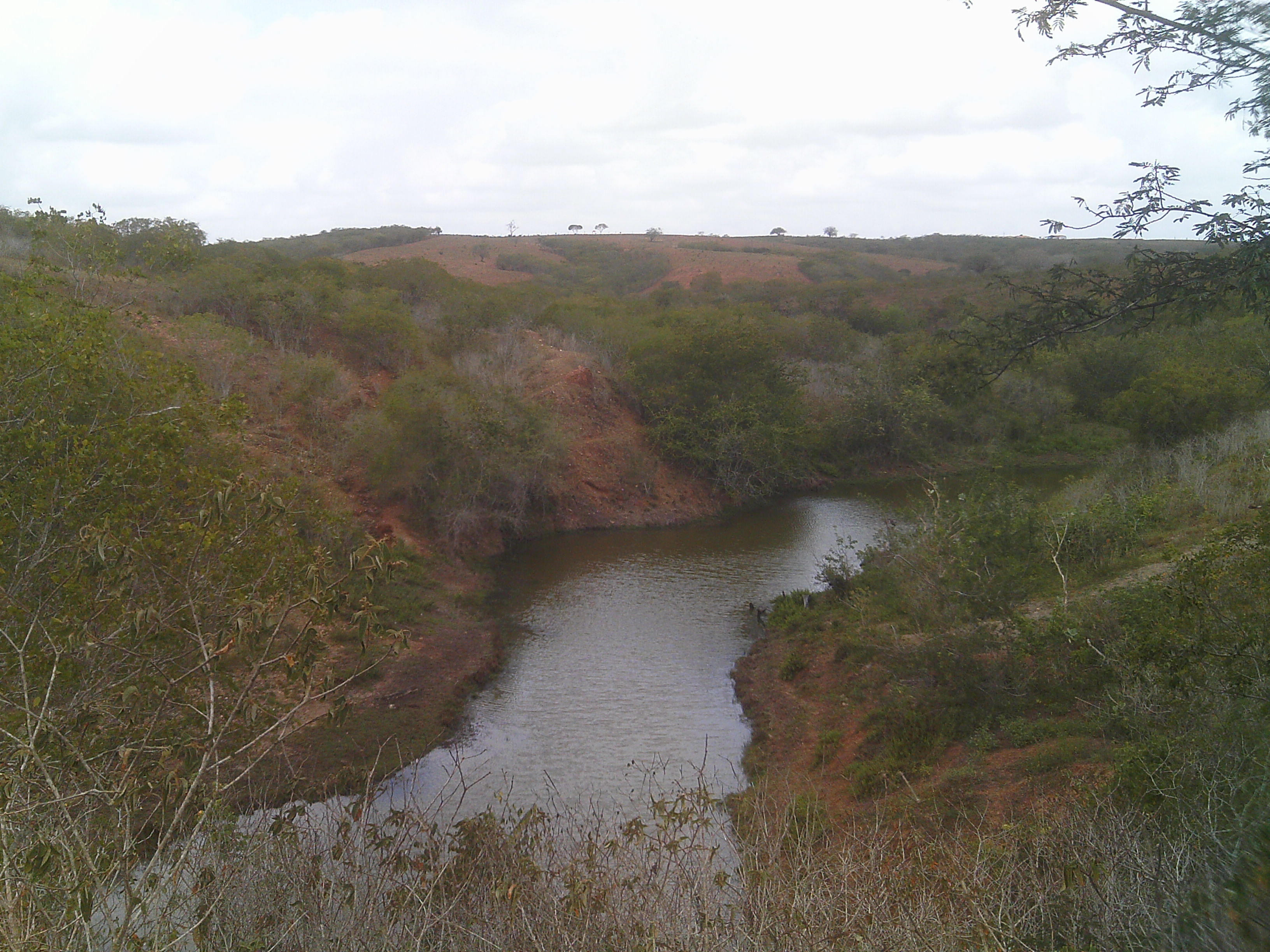
Rio Capivara no seu alto curso entre os municípios de Glória e Monte Alegre de Sergipe

Neste ponto o leito do rio se apresenta bastante largo e profundo, região formada por diversas serras, em certo trecho divide o território do povoado OURICURI (Gararu) e a serra dos homens(Porto da folha). Mais a nordeste deságua no Rio São Francisco, no Povoado de Ilha do Ouro, a uma altitude de menos de 40m. Afluentes da margem direita: Rio Montete, Córregos São Simão e do Periquito e Rio Mão Esquerda. Margem esquerda: Rio dos Pintos, Pica-Pau, do Cachorro, Cajazeiras, Lajeado e Córrego Chumbinho.

## Rio do Cachorro
O curso fluvial que se inicia na Serra Negra denominado Rio do Cachorro nasce em altitudes superiores a 700m percorrendo inicialmente terras baianas do município de Pedro Alexandre e logo afrente adentra o estado de Sergipe dividindo os municípios de Poço Redondo e Monte Alegre de Sergipe e depois dividindo Monte Alegre e Porto da Folha, cortando o território monte-alegrense e se aproximando da sede a 2,5km no sentido N/S. Logo em seguida é permeado pela rodovia estadual SE 230 e desemboca no Capivara mais afrente a 160m de altitude. Seus afluentes mais conhecidos são os Rios da Pedra, Aventura, Manduri, Lajinhas e de Baixo. Possui 71km de extensão.

## Bacia Hidrográfica do Rio Capivara
A Bacia Hidrográfica do Capivara possui 1.897,7 Km² abrangendo os municípios de Porto da Folha, Monte Alegre de Sergipe, Gararu e Nossa Senhora da Glória. Todos estes rios são intermitentes e de águas salobras, isto é, secam durante parte do ano, por está situado em clima semiárido e localiza-se em área de caatinga. Suas águas são utilizadas no período seco, quando formam pequenas reservatórios isolados, para o gado bovino e às margens deles, no passado, desenvolveu-se uma agricultura responsável pela subsistência de pequenos agricultores. A drenagem de suas águas, sobretudo em períodos chuvosos, intensificam a erosão/sedimentação de suas margens e leito contribuindo com a modificação da paisagem. A Bacia do Capivara junto com a Bacia de Campos Novos compõem a Zona da Bacia Leiteira de Sergipe, especializada na produção de leite de vaca.

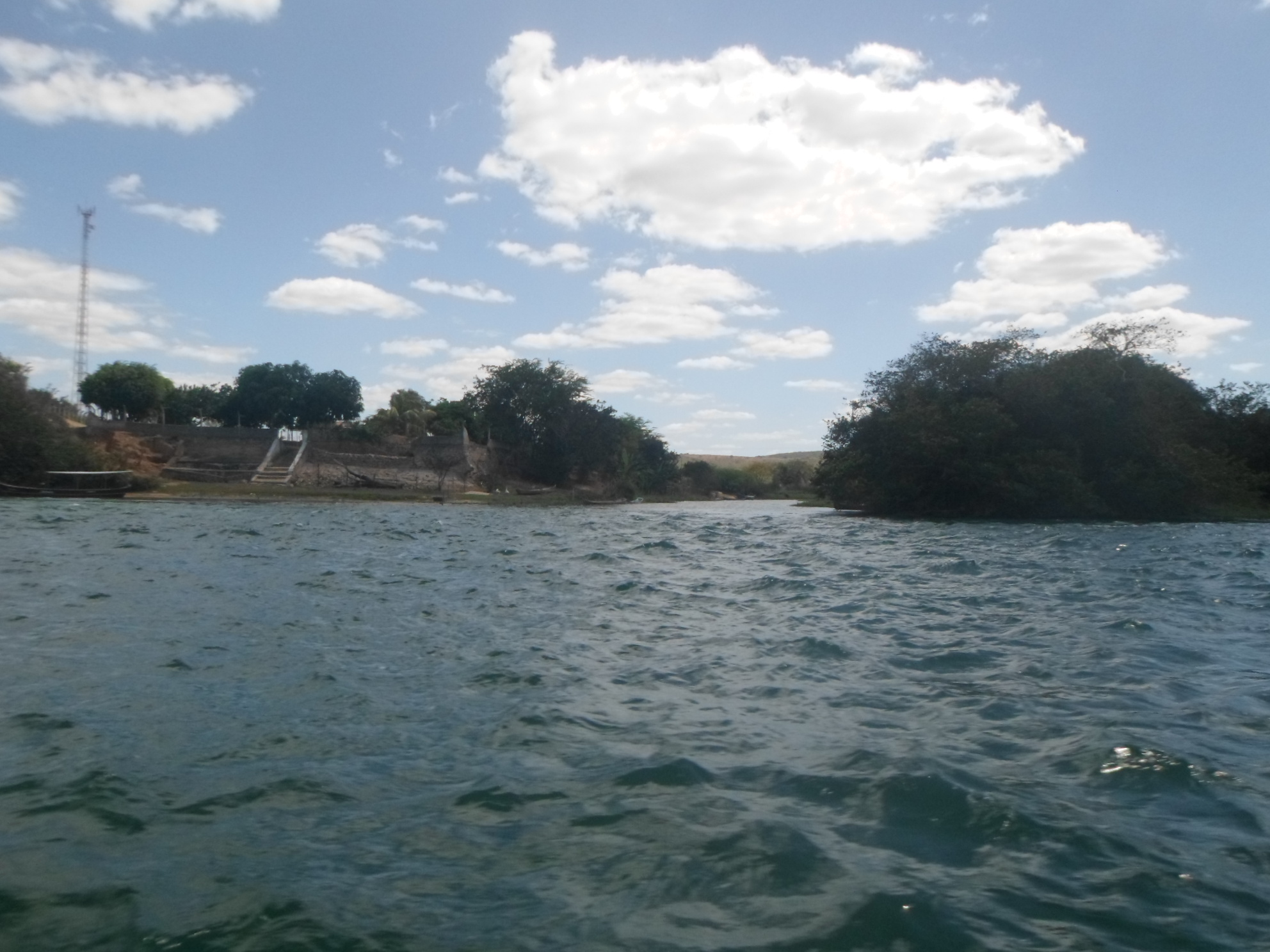
Trecho do Rio São Francisco onde o riacho Capivara desemboca.